# Kanton Hirsingue
Hirsingue is een voormalig kanton van het Franse departement Haut-Rhin. Het kanton maakte deel uit van het arrondissement Altkirch.

## Geschiedenis
Het werd opgeheven bij decreet van 21 februari 2014, met uitwerking op 22 maart 2015. De gemeenten Friesen, Fulleren, Hindlingen, Largitzen, Mertzen, Pfetterhouse, Saint-Ulrich, Seppois-le-Bas, Seppois-le-Haut, Strueth, Ueberstrass werden opgenomen in het kanton Masevaux, dat op 24 februari hernoemd werd naar het kanton Masevaux-Niederbruck, de overige gemeenten werden opgenomen in het kanton Altkirch. 

## Gemeenten
Het kanton Hirsingue omvatte de volgende gemeenten:
- Bettendorf
- Bisel
- Feldbach
- Friesen
- Fulleren
- Grentzingen
- Heimersdorf
- Henflingen
- Hindlingen
- Hirsingue (hoofdplaats)
- Hirtzbach
- Largitzen
- Mertzen
- Oberdorf
- Pfetterhouse
- Riespach
- Ruederbach
- Saint-Ulrich
- Seppois-le-Bas
- Seppois-le-Haut
- Steinsoultz
- Strueth
- Ueberstrass
- Waldighofen